# Funció theta

Funció theta de Jacobi θ_{1} amb nome q = e^{iπτ} = 0.1e^{0.1iπ} :

En matemàtiques, les funcions theta són funcions especials de diverses variables complexes. Apareixen en molts temes, incloent varietats abelianes, espais mòduls, formes quadràtiques i solitons. Com àlgebres de Grassmann, apareixen en la teoria quàntica de camps.
La forma més comuna de funció theta és la que es produeix en la teoria de les funcions el·líptiques. Respecte a una de les variables complexes (anomenada convencionalment z), una funció theta té una propietat que expressa el seu comportament respecte a la suma d'un període de les funcions el·líptiques associades, convertint-la en una funció quasi periòdica. En la teoria abstracta, aquesta quasiperiodicitat prové de la classe de cohomologia d'un paquet de línies sobre un torus complex, una condició de descendència.
Una interpretació de les funcions theta quan es tracta de l'equació de calor és que "una funció theta és una funció especial que descriu l'evolució de la temperatura en un domini del segment subjecte a determinades condicions de contorn".
Al llarg d'aquest article, {\displaystyle (e^{\pi i\tau })^{\alpha }} s'ha d'interpretar com {\displaystyle e^{\alpha \pi i\tau }} (per tal de resoldre problemes d'elecció de branca).

## Funció theta de Jacobi

Funció theta θ_{1} amb un nom diferent q = e^{iπτ}. El punt negre de la imatge de la dreta indica com canvia q amb τ.

Hi ha diverses funcions estretament relacionades anomenades funcions theta de Jacobi, i molts sistemes de notació diferents i incompatibles per a elles. Una funció theta de Jacobi (anomenada després de Carl Gustav Jacob Jacobi) és una funció definida per a dues variables complexes z i τ, on z pot ser qualsevol nombre complex i τ és la relació de mig període, limitada al mig pla superior, el que significa té una part imaginària positiva. Ve donat per la fórmula
{\displaystyle {\begin{aligned}\vartheta (z;\tau )&=\sum _{n=-\infty }^{\infty }\exp \left(\pi in^{2}\tau +2\pi inz\right)\\&=1+2\sum _{n=1}^{\infty }q^{n^{2}}\cos(2\pi nz)\\&=\sum _{n=-\infty }^{\infty }q^{n^{2}}\eta ^{n}\end{aligned}}}
on q = exp(πiτ) és el nom i η = exp(2πiz). És una forma Jacobi. La restricció assegura que és una sèrie absolutament convergent. A τ fix, aquesta és una sèrie de Fourier per a una funció sencera d'1 periòdica de z. En conseqüència, la funció theta és 1-periòdica en z:
{\displaystyle \vartheta (z+1;\tau )=\vartheta (z;\tau ).}
En completar el quadrat, també és τ-quasiperiodic en z, amb
{\displaystyle \vartheta (z+\tau ;\tau )=\exp {\bigl (}-\pi i(\tau +2z){\bigr )}\vartheta (z;\tau ).}
Així, en general,
{\displaystyle \vartheta (z+a+b\tau ;\tau )=\exp \left(-\pi ib^{2}\tau -2\pi ibz\right)\vartheta (z;\tau )}
per a qualsevol nombre enter a i b.